# Hästkullen
Hästkullen är ett naturreservat i Jokkmokks kommun i Norrbottens län.
Området är naturskyddat sedan 2012 och är 3,1 kvadratkilometer stort. Reservatet omfattar berget Oarjep Sierroajvve i väster och Hästkullen i öster. Reservatet består av gammal tallskog. 